# Hyundai H350
Hyundai H350 — легкий комерційний фургон, вироблений південнокорейським автовиробником Hyundai.

## Опис

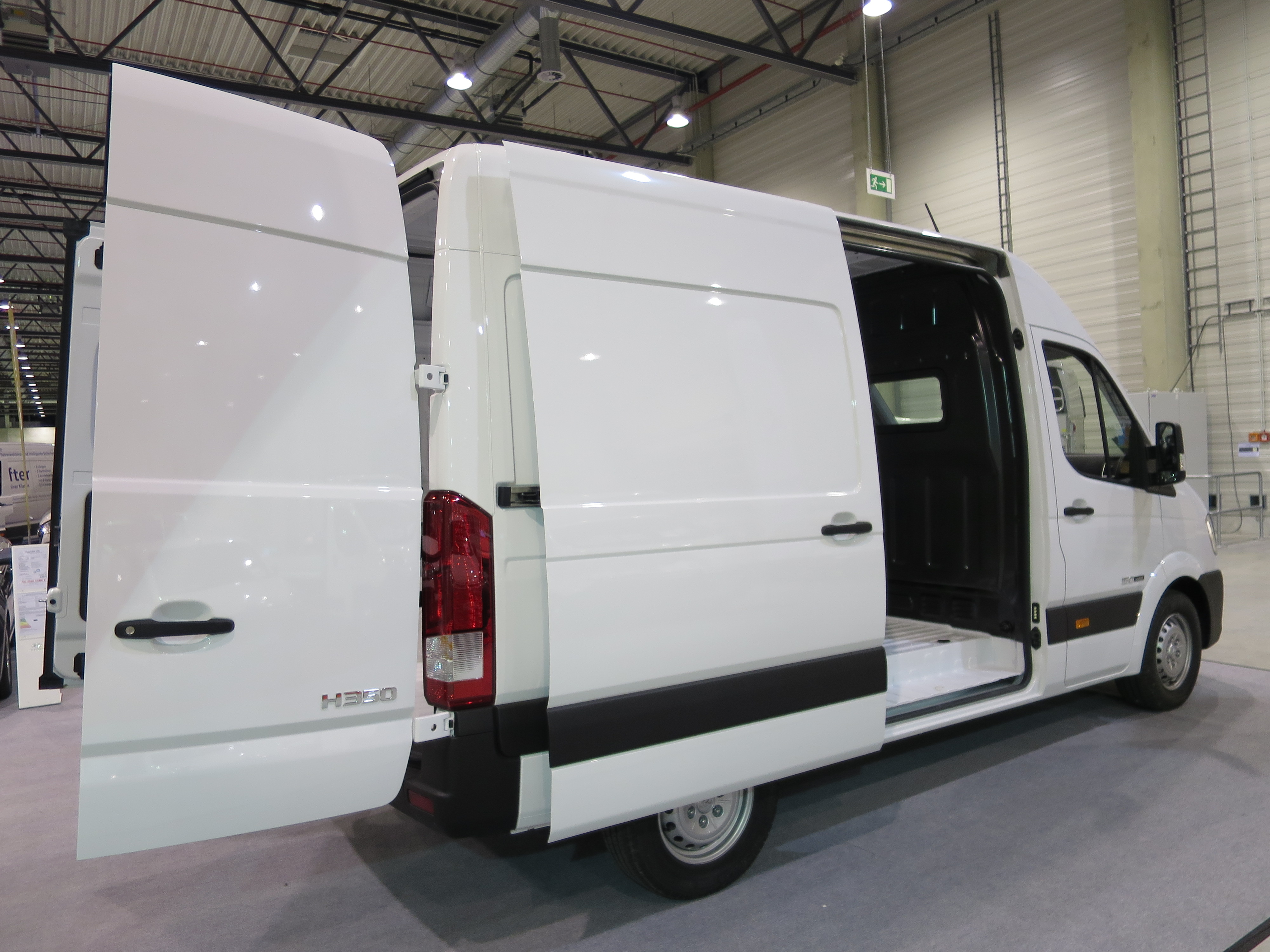
Hyundai H350

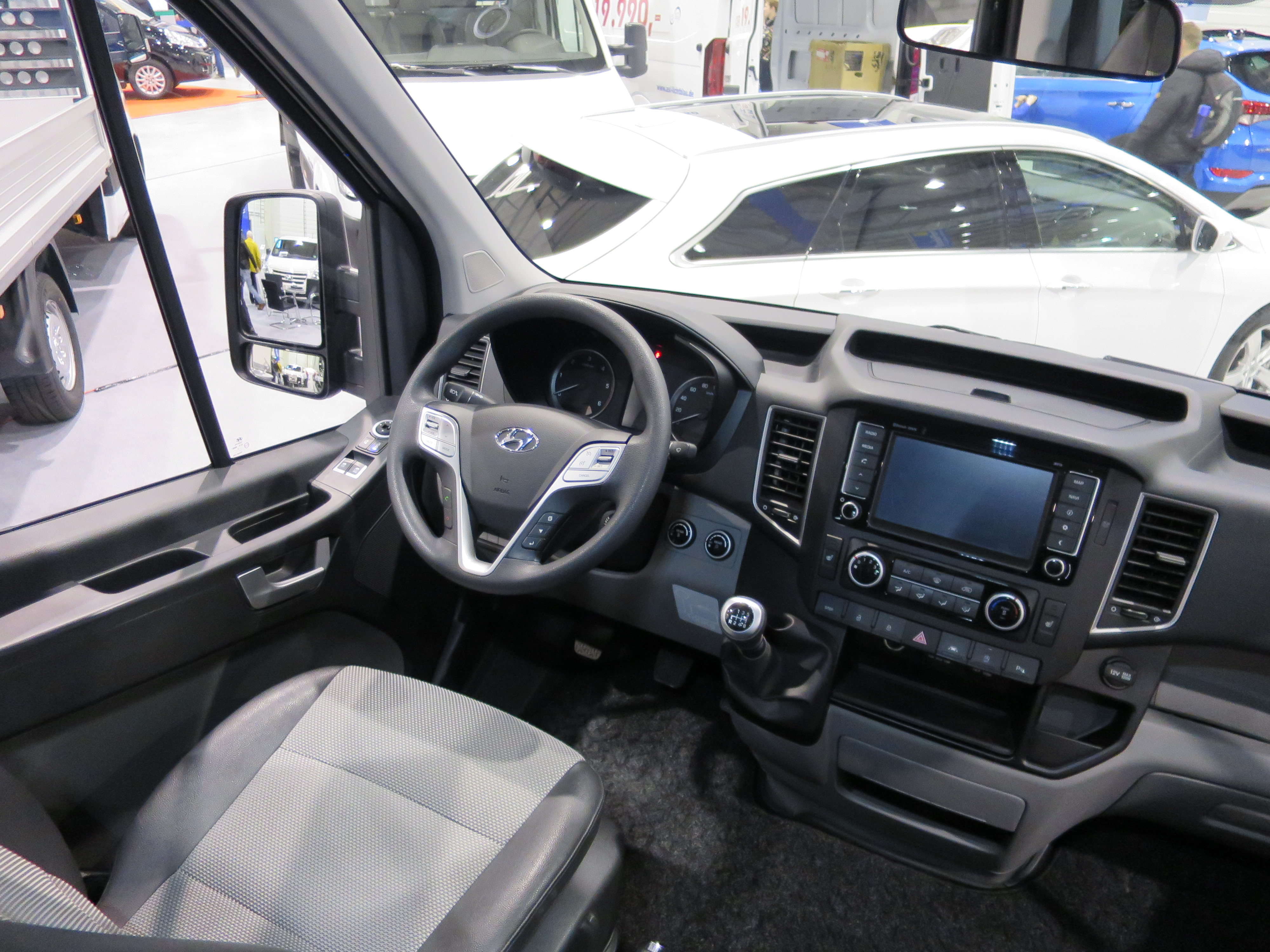
салон Hyundai H350

Автомобіль вперше був представлений на Ганноверському автосалоні 2014 року, орієнтований на Mercedes-Benz Sprinter та Ford Transit. У Кореї та В'єтнамі продається як Hyundai Solati. Виробництво легкого комерційного автомобіля H350 почалося в місті Бурса (Туреччина) на заводі Karsan Automotive.
Мікроавтобус укомплектований турбодизелем 2,5 л CRDi потужністю 150 або 170 к.с., що працює в парі з 6-ст. механічною коробкою передач. Автомобіль має задній привод, незалежну передню підвіску та задню підвіску на параболічних ресорах.
H350 як комерційний фургон з корисним об'ємом вантажного відсіку — від 10,5 до 12,9 м3 може перевозити від 1,4 до 2,5 тонн вантажу, а як мікроавтобус має від 14 до 16 місць.
Гнучке шасі з кабіною, що передбачає розміщення на ньому індивідуального кузова, має платформу розмірами 4,0 х 2,32 метра.
Крім ABS автомобіль комплектується системою стабілізації VDC і антипробуксовочною системою ASR, що відключається. У базове оснащення входить air bag для водія (опція — для передніх пасажирів).
На панелі знаходиться 4,2-дюймовий TFT-монітор, на який також виводяться свідчення з навігаційної системи. Є в автомобілі цифрове радіо/CD з MP3-плеєром і USB роз'ємом. На замовлення можна встановити і охолоджуваний «бардачок».

## Модифікації
Автомобіль випускається в кузові фургон, мікроавтобус, самоскид, бортовий і шасі з колісною базою 3,67 м та довжиною 6,20 м.

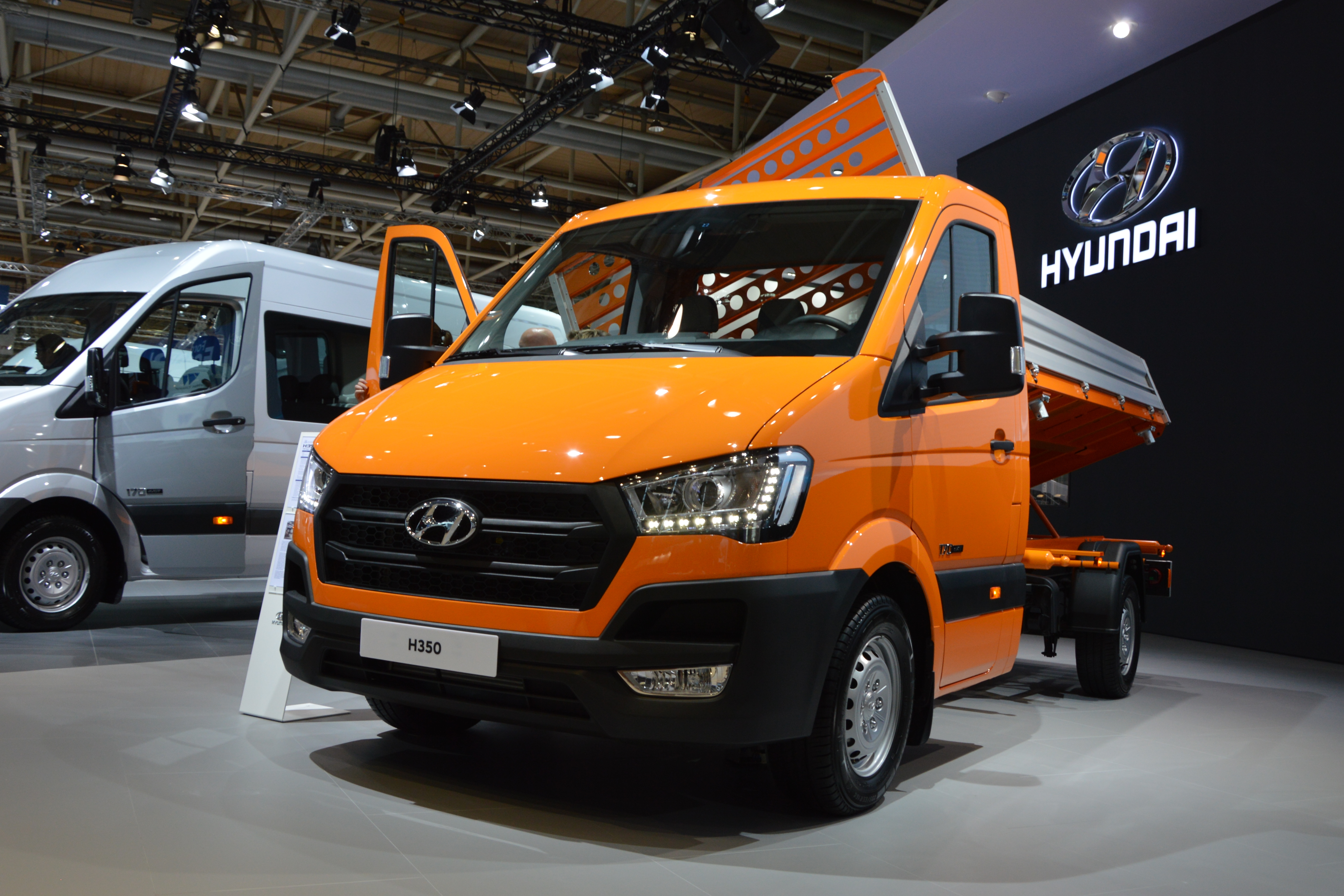
бортова вантажівка Hyundai H350 2.5
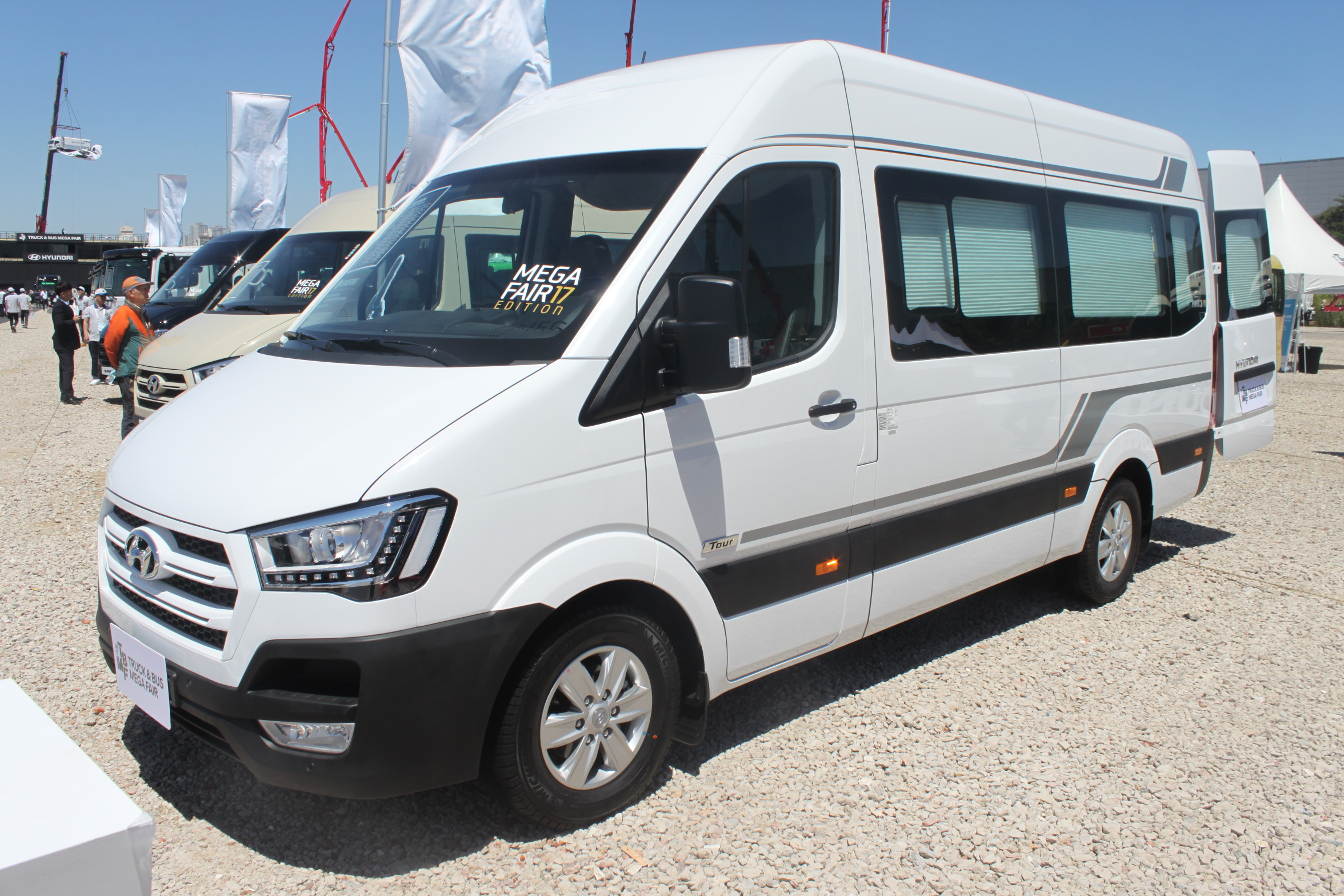
мікроавтобус Hyundai H350

## Двигуни
- 2.5 L A II CRDI VGT I4 150 к.с. при 3600 об/хв, 373 Нм при 1350—2750 об/хв
- 2.5 L A II CRDI VGT I4 170 к.с. при 3600 об/хв, 422 Нм при 1500—2750 об/хв